# Negro
A Negro közismert magyar gyógycukorka, amelynek történetéről számos legenda kering.

## Története
A Negro cukorkát 1920 óta gyártják [forrás?], azóta már többféle ízben.
Elterjedt legenda szerint a Negro keménycukorkát állítólagos feltalálójáról,  Pietro Negróról nevezték el, aki az 1920-as években a cukorkagyártás melléktermékét, a törmelékcukrot használta fel alapanyagként. A városi legendával szemben ilyen nevű feltaláló sohasem létezett. 
A fekete Negróban felismerhető az édesgyökér (Glycyrrhiza glabra) jellegzetes aromája.
Híres reklámszlogenje: A torok kéményseprője. Csomagolásán munkáját végző kéményseprő stilizált ábrája látható.
A nyolcvanas években Negro-rágógumi is forgalomban volt. 
1990-ig csak a hagyományos (ma „Classic”-nak nevezett) ánizs-mentol ízű, fekete Negro készült. 

A szerencsi üzemben később méz-mentol ízesítésű sárga, valamint meggy-mentol ízű piros Negro is készült. Az extra erős Negro fehér, az eukaliptuszolajjal készült euka-mentolos 

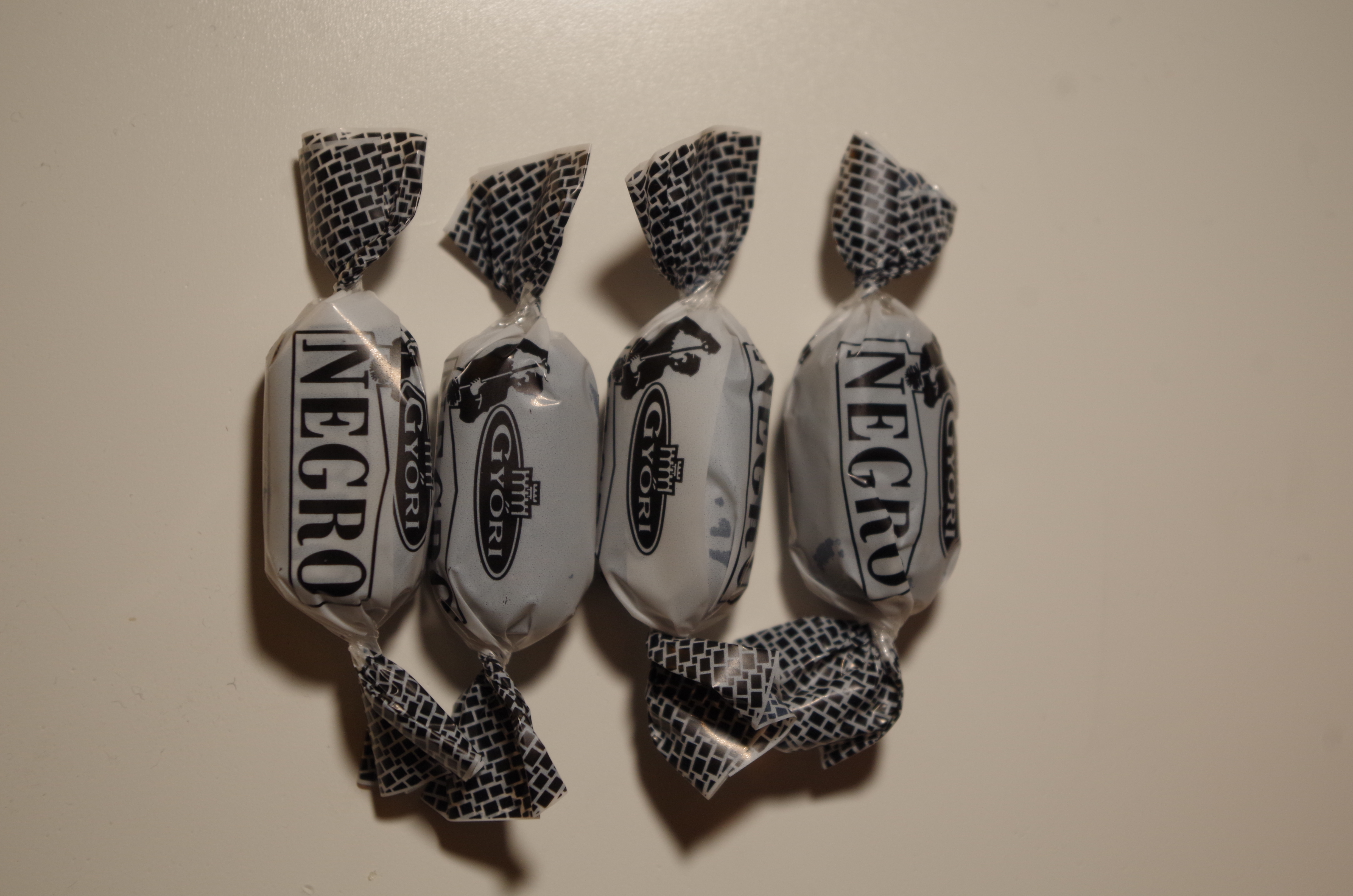
Negro cukorkák

Negro zöld színű. A győri mézes (sárga) Negro közönséges mézízű cukorka, se mentol, se ánizs nincs benne. Szintén nem sok köze van az eredeti aromarecepthez a feketeribizli ízű lila Negrónak.
A cukormárka tulajdonosa 2006 óta a Győri Keksz Kft.
2007-ben újra forgalomba került a méz-mentol ízesítésű Negro.
2018 szeptemberében bejelentették, hogy a hazai gyártás megszűnik és 2019 nyarától a Negrót a törökországi Gebzében gyártják.